# Zhan Shen
Zhan Shen (xinès simplificat: 斩神, pinyin: zhǎn shén) també conegut com Zhan shen zhi fanchen shenyu, (xinès simplificat: 斩神之凡尘神域, pinyin: zhǎn shén zhī fánchén shényù) és una sèrie d'animació xinesa en 3d estrenada per internet al canal Fanqie Novel. Estrenada el 31 de juliol del 2024, es tracta d'una adaptació d'una novel·la publicada anteriorment al mateix portal web, Wo zai jingshenbing yuan xue zhan shen (xinès simplificat: 我在精神病院学斩神, pinyin: Wǒ zài jīngshénbìng yuàn xué zhǎn shén, literalment 'Vaig aprendre a decapitar déus en un hospital psiquiàtric'). La sèrie està produïda conjuntament per Tencent Video, Tomato Animation i Shenman Culture.
Estrenada el 2024, fou un cavall negre, en tant que, tot i ser estrenada a una plataforma minoritària, va obtindre bones puntuacions a douban, i grans visualitzacions a Douyin i Tencent Video. Se n'ha destacat l'apartat visual, els efectes de combat, i els dissenys de les tècniques.

## Trama
La sèrie, d'ambientació urbana narra la història de Lin Qiye. El protagonista és un estudiant de secundària que es converteix accidentalment en un agent dels déus. Hi ha un hospital mental habitat per déus tant orientals com occidentals, i pot utilitzar el poder diví per curar-los. Lin Qiye, amb la benedicció del poder dels déus, i l'Equip de la Nit, combatrà a déus malignes i en sanarà als bons.